# Шамахинська губернія
Шамахинська губе́рнія — адміністративно-територіальна одиниця Російської імперії, утворена 14 грудня 1846 року. Центр губернії — місто Шамахи.

## Створення
Створена 14 грудня 1846 року наказом Миколи I.

## Внутрішній поділ
Губернія складалася з Бакинського, Ленкоранського, Нухинського, Шамахинського, Шушинського повітів.

## Площа та населення
Площа губернії становила 57 444 км², населення (на 1851 рік) — 603 006.

## Скасування губернії
2 грудня 1859 року місто Шамахи було зруйноване землетрусом, тому усі губернські органи влади було перенесено в Баку, а губернію перейменовано в Бакинську. Місто було відбудовано, але центром губернії більше не було, залишившись лише повітовим містом.